# Storön (vid Rilax, Raseborg)
Storön är en ö i Finland. Den ligger i Bromarv i kommunen Raseborg i den ekonomiska regionen  Raseborgs ekonomiska region  och landskapet Nyland, i den södra delen av landet, ca 5 km sydost om Bromarvs kyrka och 110 km väster om huvudstaden Helsingfors.
Öns area är 1,78 kvadratkilometer och dess största längd är 1,8 kilometer i sydväst-nordöstlig riktning.
Storön sitter ihop med Tagelsår i norr med ett smalt näs. I söder skiljs Storön från Rilax av den smala Söderströmmen. Storön har vägförbindelse genom en bro över Söderströmmen.